# Fortune de France (roman)
Fortune de France est le premier roman, paru en 1977, de la série historique en treize volumes que Robert Merle consacre aux débuts de l’époque moderne en France et à ses tourmentes religieuses. Il est écrit dans la langue de l'époque, aménagée pour faciliter la lecture.
La « saga » "Fortune de France" fut vendue à six millions d'exemplaires, dont un million pour le seul tome 1, et adaptée pour une série télévisée de six épisodes diffusée sur France Télévisions à partir du 16 septembre 2024. 

## Résumé
Le premier volet de cette fresque débute en 1547, dans le Périgord, avant la mort de François Ier et se termine en 1566, un an après l’entrevue de Bayonne.
Anoblis grâce à leurs exploits militaires, la « frérèche », duo composé de Jean de Siorac et de Jean de Sauveterre, s’installe dans un château près de Sarlat dans le Périgord. Bien que réformé, Jean de Siorac épouse une catholique, qui donnera naissance à deux garçons et à une fille : François, Pierre (le narrateur) et Catherine. Pierre, cadet et destiné à une carrière de médecin, grandit aux côtés de Samson, son demi-frère, né d'une relation adultérine et recueilli au château à l'âge de 3 ans, après la mort de sa mère lors d'une épidémie de peste. Rusés, les deux Jean, s'entourent de serviteurs habiles, leur permettant d'échapper aux périls auxquels ils sont confrontés (épidémies, famines, attaques de maraudeurs, tensions religieuses, etc.) et de faire prospérer leur châtellenie. Parmi eux, Miroul, fils de paysan, devenu larron à la suite du massacre de sa famille, est recruté aux services de Pierre.
Le récit s'achève lorsque Pierre et Samson, accompagnés de Miroul, partent suivre leurs études à Montpellier, décrites dans le roman suivant.

## Réception
Ce roman connut un succès très important dès sa publication. Un million d'exemplaires sont vendus, avant que Robert Merle ne décide de poursuivre les aventures de Pierre de Siorac.

## Analyse et commentaires
À travers les tribulations de ses protagonistes, qui rencontreront notamment le jeune Étienne de La Boétie, l’auteur explore la naissance du mouvement huguenot en France. De nombreux faits historiques (bataille de Cérisoles, prise de Calais, confrontation entre les Guise et les Coligny, massacre des Vaudois du Luberon…) servent de cadre à son roman et permettent de faire la lumière sur l’une des périodes les plus sombres mais aussi les plus palpitantes de l'histoire de France.

## Adaptation
Les castings pour une adaptation, sous forme de série produite par France Télévisions, avec Nicolas Duvauchelle, ont débuté en 2023. En décembre 2023, la presse régionale signalait le « plus gros tournage de l'année en Dordogne ».
Le Château de Commarque, sur la commune des Eyzies, et la vieille ville de Sarlat, sont les principaux lieux  de tournage cités par le département de la Dordogne. Les autres lieux sont les châteaux de Beynac (Beynac-et-Cazenac), Fénelon (Sainte-Mondane), Marzac (Tursac), Sarlat, l'église de Saint-Léon-sur-Vézère, le Prieuré de Merlande (La Chapelle-Gonaguet), les Cabanes du Breuil (Saint-André-d'Allas), le château des Bories (Antonne-et-Trigonant) et le château de Biron, propriété du Département.
Les décors ont été construits dans l'ancienne usine France Tabac à Sarlat, proche des champs de tabac, qui sera transformée en studios de cinéma car lauréate de l'appels à projets du CNC "La Grande Fabrique de l'Image", France 2030.

## Livre audio
- Robert Merle, Fortune de France, Paris, Livraphone, mai 2005 (EAN 3358950001064, BNF 40104037)Série « Fortune de France », tome 1 ; texte intégral ; narrateur : Guy Moign ; support : 2 disques compacts audio MP3 ; durée : 12 h 41 min environ ; référence éditeur : Livraphone LIV 469M.